# Kriftel
Kriftel – miejscowość i gmina w Niemczech, w kraju związkowym Hesja, w rejencji Darmstadt, w powiecie Main-Taunus. 30 czerwca 2015 gmina liczyła 10 891 mieszkańców.